# オーレスン・リンク

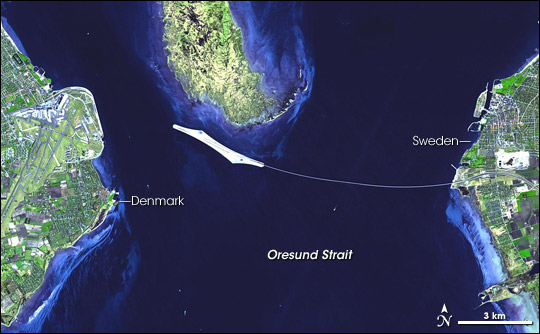
衛星写真。トンネルは見えないが、空港の北端に向かっている。

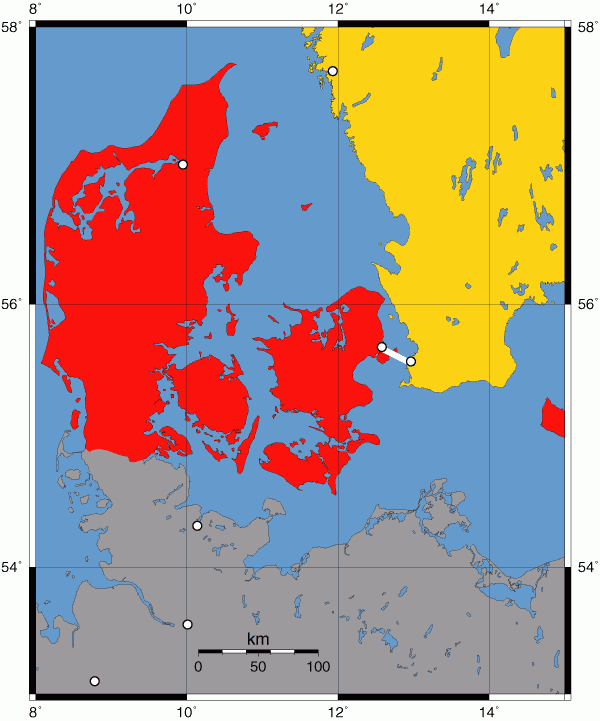
位置

オーレスン・リンク（オーレスン橋、デンマーク語: Øresundsforbindelsen、スウェーデン語: Öresundsförbindelsens）は、デンマークとスウェーデン（スカンディナヴィア半島）との間のエーレスンド海峡（オーレスン海峡）を結ぶ鉄道道路併用橋および併用海底トンネルである。
デンマークのシェラン島（首都コペンハーゲンがある）に隣接するアマー島 (Amager) とスウェーデン南部のスコーネ地方（主要都市はマルメ）との間の海峡が最も狭まる箇所を結ぶ。北欧最大の広域都市圏（エーレスンド地域）の通路となっている。

## オーレスン・リンク全容
1991年、デンマーク・スウェーデンを結ぶリンクの建設について両国政府が合意に達した。1995年に建設を始め、2000年7月1日、全長16キロメートルのリンクが開通した。ヨーロッパ最長の鉄道、道路の横断距離となっている。
海峡の真ん中には人工島ペベルホルム島 Peberholm (デンマーク語版, 英語版) があり、アマー島からペベルホルム島までは海底トンネル、ペベルホルム島からスカンディナヴィア半島までは橋が通っている。トンネルは 4050 m（海底部3750m）、島上のルートは 4055 m、橋は 7845 m である。デンマークとスウェーデンの国境はオーレスン橋のスウェーデン側末端から5.3 kmの地点にある。国境の検問はない。
これらのルートには、複線の鉄道と4車線の道路が設けられ、欧州自動車道路E20号線が通っている。鉄道（エーレスンド線）の運行は、スウェーデン国鉄とデンマーク国鉄が共同で実施している。

## 名称
ルート全体の名称は、デンマーク語で Øresundsforbindelsen、スウェーデン語で Öresundsförbindelsen、英語で Øresund link である。なお、英語では Øresund connection とも訳すが、公式には Øresund link が使われている。
このうちおおよそ半分を占める橋の部分は、公式にはオーレスンブロン (Øresundsbron) と呼ぶ。これはデンマーク語 Øresundsbroen とスウェーデン語   Öresundsbron の合成語で、共に、オーレスン橋という意味である。ただし、日常的には両国それぞれの呼び名が使われている。
運営法人はオーレスン橋公社 (Øresundsbro Konsortiet) である。

## 完成
完成は1999年8月14日。デンマークのフレゼリク皇太子とスウェーデンのヴィクトリア皇太女が橋の真ん中で会い、完成を祝福した。公式の開通祝典は2000年7月1日にデンマークのマルグレーテ2世女王とスウェーデンのカール16世グスタフ国王の臨席のもと行われた。橋は翌日より供用が開始された。祝典の前の2000年6月12日にアマガルからスコーネまで、「渡り初め」(Broloppet, the Bridge Run) としてハーフマラソン大会が開催され、79871人が完走した。

## 各部

### トンネル
このトンネルの名称はドログデン・トンネル (Drogden Tunnel) とされている。トンネルは掘削ではなく、沈埋法で埋設された。
南東側出入り口があるペベルホルムは人工島だが、北西のアマー島側も天然の陸地ではなく、コペンハーゲン国際空港の拡張埋立工事できた人工の半島である。

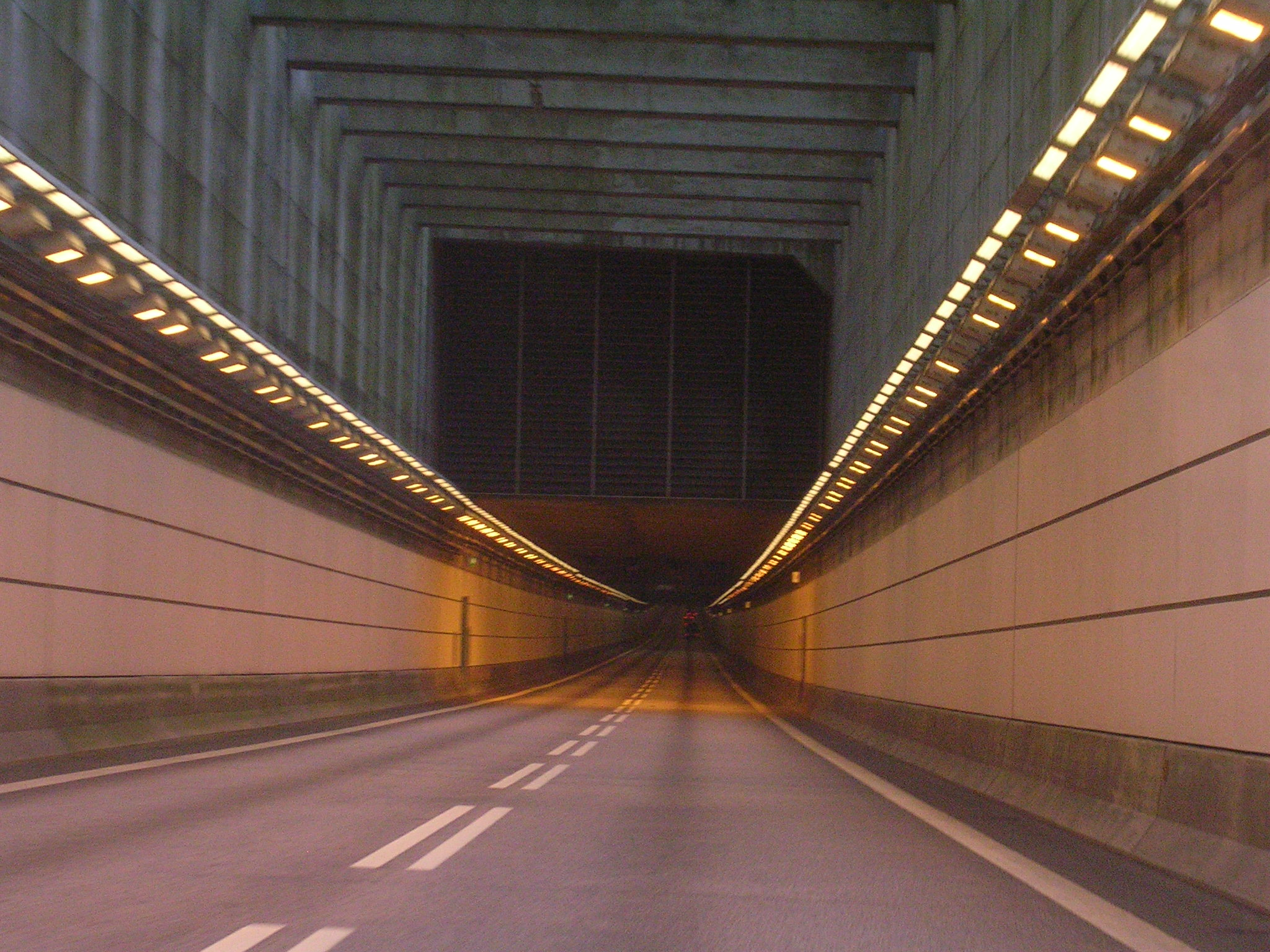
トンネル入り口。
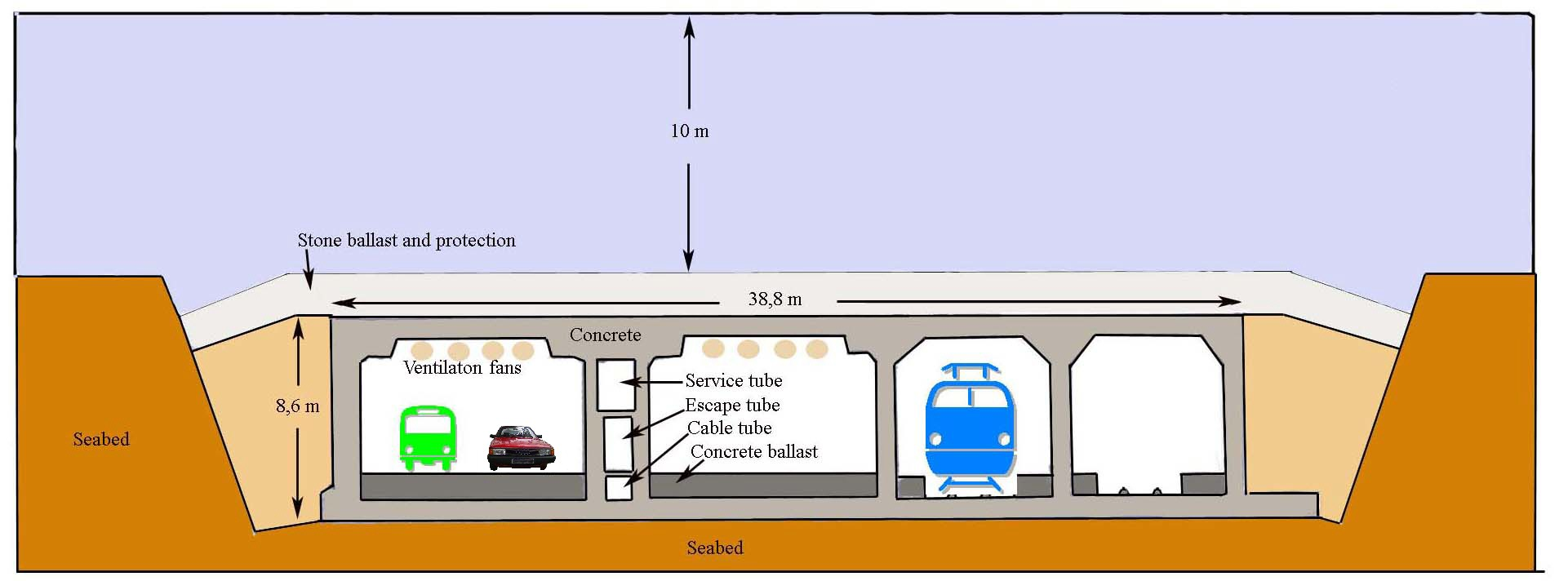
トンネル断面。

### 人工島
海峡最狭部からわずかにやや北に、デンマーク領の天然の島サルトホルム (デンマーク語版, 英語版) がある。1970年代の古い計画では、橋またはトンネルはこの島を通り、同時に、コペンハーゲン国際空港に代わる新空港を島に建設する構想があった。しかし島の生態系保護などの問題から、デンマーク議会はこれら全てをキャンセルした。その代わり、コペンハーゲン国際空港は現在の位置で拡張埋め立てすることとなった。
のちに計画再開したオーレスン・リンクは、この結果、サルトホルムを通らず、その南沖の浅瀬を埋め立てたペベルホルムを通っている。ペベルホルムの意味は「コショウの島」である。サルトホルムが「塩の島」という意味なのでそれに対比して命名された。

### 橋
大部分は桁橋だが、中央部分が斜張橋になっていて、490 m のスパンと 57 m の桁下高がある。これにより航路が確保されており、ニミッツ級空母やクイーン・エリザベス2も余裕を持って通過できる（ただしクイーン・メリー2は通過できない）。しかし、エーレスンド海峡を通る船の大部分はトンネル部分の上を航行している。
斜張橋部分はスパン 490 m、全長 1092 m で、世界でも最長クラスである。主塔の高さは204m。
斜張橋から、デンマーク（人工島）側に 3014 m、スウェーデン側に 3739 m の桁橋が伸びている。全長は 7845 m、総重量は 8万2000 t である。

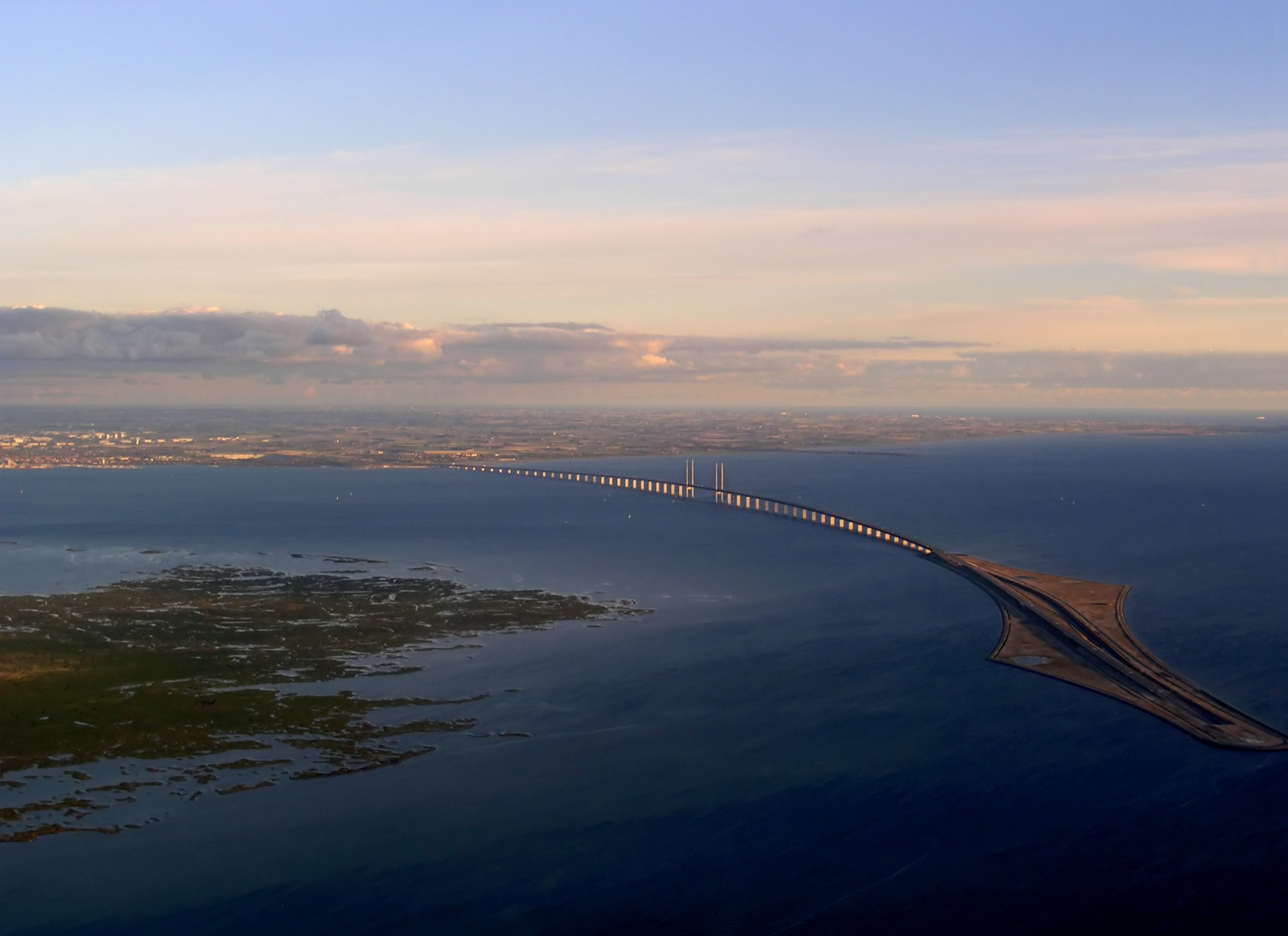
コペンハーゲン側からの航空写真。
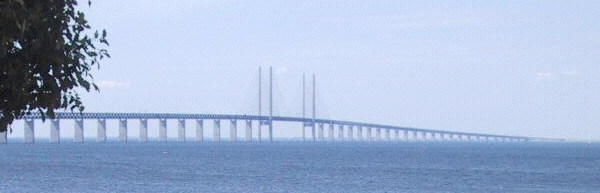
マルメから、橋のほぼ全容。
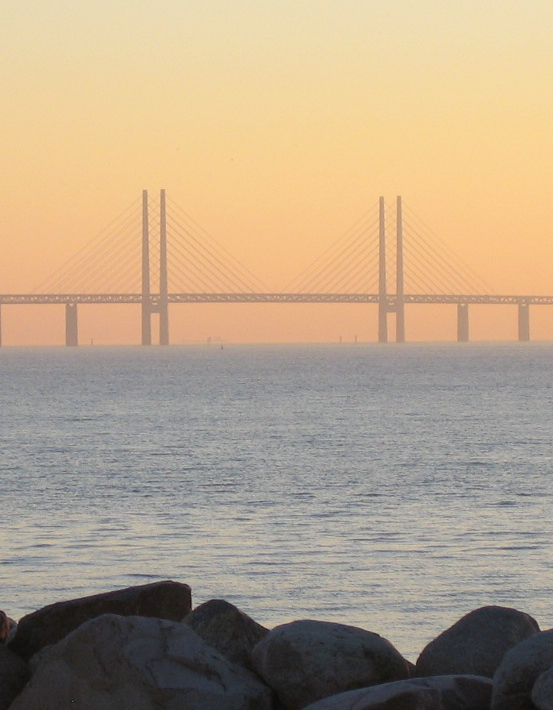
斜張橋部分。
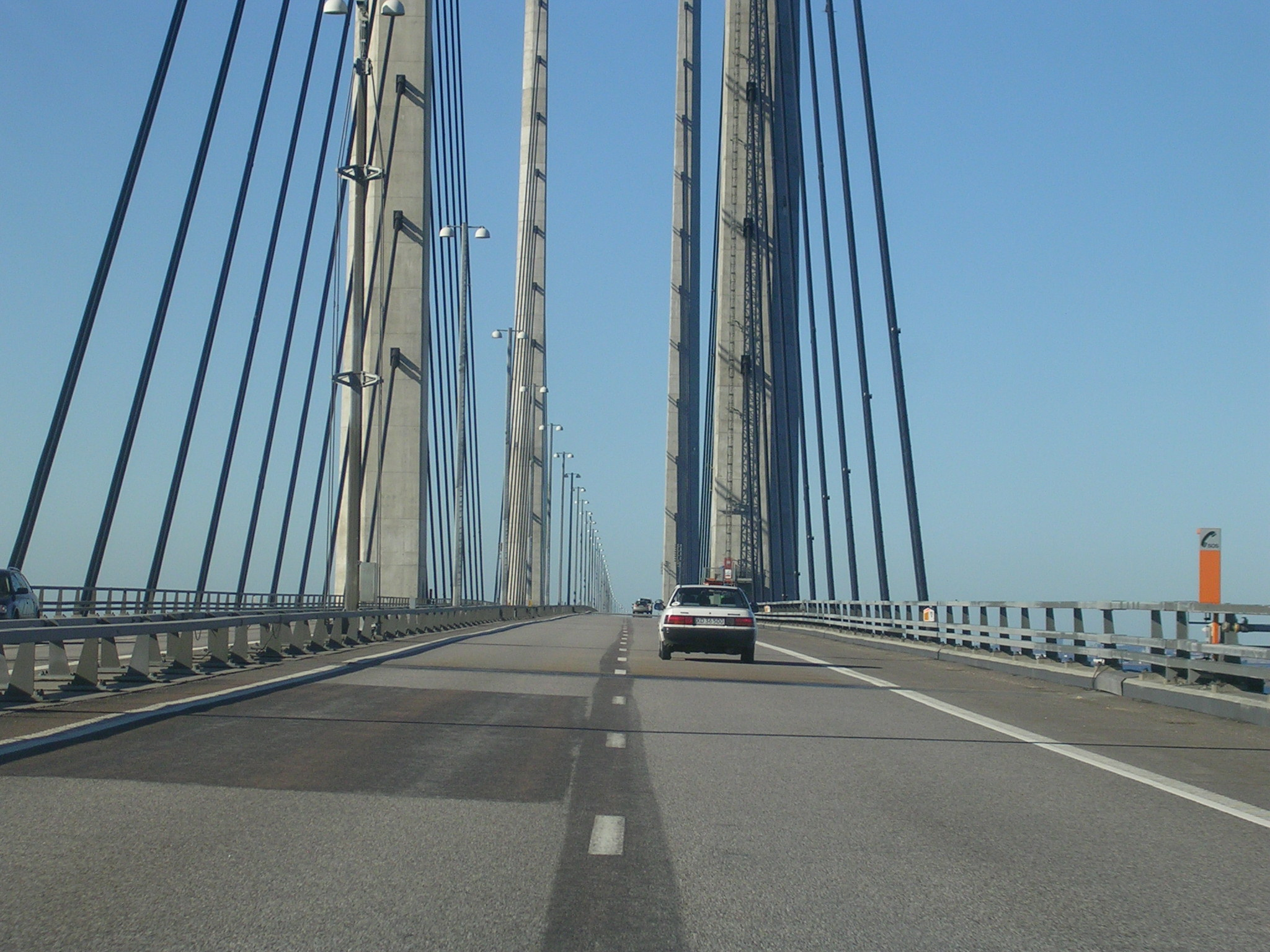
橋上から。

## 利用
主には通行料の問題のため、車両の通行台数は当初予測ほどではない。2005年の時点で、片道通行で235DKK、285SEK、32EURかかる（が、常用者には50%以上の割引がある）。2004年には1,700万人が橋を通行し、そのうち1,060万人は車で、残りの620万人は鉄道である。
2000年の物価指数で計算すると、橋全体の建設費は301億DKKである。2035年までには建設費を償還できる見込みである。

## アクセス

スカンディナヴィア連絡路の全容。

橋のデンマーク側はコペンハーゲン国際空港とほぼ直結しており、同空港はスウェーデン側からのアクセスも非常に良い。また、離着陸する航空機からは、橋の全景を見渡すことができる。
デンマーク側のシェラン島からは、西へはグレートベルト・リンク（道路は橋、鉄道は橋・トンネル併用）でフュン島と、さらにユトランド半島と結ばれている。さらに南へは、建設中のフェーマルン・ベルトトンネルで北ドイツと結ばれる予定である。つまり、オーレスン・リンクはスカンディナヴィア半島とデンマークの島々とヨーロッパ大陸とをバルト海湾口で結ぶスカンディナヴィア連絡路 (Scandinavian link) の一部でもある。

## 姉妹橋
2008年5月24日、日本の香川県坂出市の与島において、瀬戸大橋との姉妹橋提携の調印が行われた。オーレスン・リンク側からはオーレスン橋公社のヤーコブ・ヴェルテルゴード営業本部長が、瀬戸大橋側からは本四高速の伊藤周雄社長、四国旅客鉄道（JR四国）の松田清宏社長、西日本旅客鉄道（JR西日本）の丸山俊岡山支社長が出席し、調印書への署名と銘板の除幕を行った。